# أحد التوحد

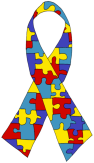

في ثاني آحاد فبراير من كل عام، يتنظم في المملكة المتحدة أحد التوحد أو يوم الصلاة الدولي للتوحد ومتلازمة أسبركر.

## وصلات خارجية
- أحد التوحد